# Municipio de Sciota (Míchigan)
El municipio de Sciota (en inglés: Sciota Township) es un municipio ubicado en el condado de Shiawassee en el estado estadounidense de Míchigan. En el año 2010 tenía una población de 1833 habitantes y una densidad poblacional de 26,4 personas por km².

## Geografía
El municipio de Sciota se encuentra ubicado en las coordenadas 42°54′27″N 84°19′21″O / 42.90750, -84.32250. Según la Oficina del Censo de los Estados Unidos, el municipio tiene una superficie total de 69.43 km², de la cual 65,08 km² corresponden a tierra firme y (6,28 %) 4,36 km² es agua.

## Demografía
Según el censo de 2010, había 1833 personas residiendo en el municipio de Sciota. La densidad de población era de 26,4 hab./km². De los 1833 habitantes, el municipio de Sciota estaba compuesto por el 97,44 % blancos, el 0,44 % eran afroamericanos, el 0,38 % eran amerindios, el 0,71 % eran asiáticos, el 0,33 % eran de otras razas y el 0,71 % eran de una mezcla de razas. Del total de la población el 2,18 % eran hispanos o latinos de cualquier raza.